# Бенуа, Анна Карловна
А́нна Ка́рловна Бенуа́, урожденная Кинд, уменьш. Атя, Акица, Куличка (1869 — 20 марта 1952) — представительница знаменитой художественной династии Бенуа, супруга (с 1894) художника и писателя Александра Бенуа, центральный персонаж его мемуаров; модель произведений своего мужа и других художников — деятелей общества «Мир искусства».

## Биография
Дочь музыканта и капельмейстера Карла Ивановича Кинда. Александр Бенуа женился на ней в 1894 году, а знаком он с ней был с 1876 года (с момента бракосочетания его старшего брата Альберта Бенуа со старшей сестрой Анны — Марией Кинд; во втором браке — за Борисом Михайловичем Эфроном).
У них родились дети:
- Анна-Камилла-Елизавета (13.08.1895[3]—1984). Её муж (с 1919) — Ю. Ю. Черкесов (1900—1943). Домашним прозвищем девочки, которое часто встречается в воспоминаниях отца, было «маленькая Атя», в то время как её мать фигурирует как «большая Атя» и просто «Атя».
- Елена (31.03.1898, Париж — 16.07.1972, Париж) Её мужья: Б. П. Попов (с 1919), И. А. Вышнеградский (с 1923), А. Я. Браславский (с 1929), Реми Клеман (с 1939)[4]
- Николай (19.04.1901—31.03.1988)

В середине 1890-х годов супруги — католик Александр и лютеранка Анна под влиянием творчества Достоевского перешли в православие. В 1903 году будучи в Риме приняла католичество. Все их дети также были крещены в католичестве. В Париже они посещали церковь св. Сульпиция.
После революции супруги Бенуа одно время оставались в Советской России, однако в 1926 году приняли решение об эмиграции во Францию. Вместе супруги прожили около 60 лет. Похоронена вместе с мужем на кладбище Батиньоль в Париже.
Её имя неоднократно упоминается в переписке и мемуарах людей Серебряного века. Упоминается её приятный нрав, а также значительная поддержка, которую она на протяжении всей жизни оказывала мужу, позволяя ему творить. Мстислав Добужинский так описывает её характер:

«Бенуа был нашим общим центром, и уюту его дома очень помогала его жена, Анна Карловна, женщина на редкость милого и веселого характера, которую все без исключения очень любили. Всюду, куда переезжали Бенуа (за петербургское время они переменили три квартиры), создавалась та же теплая патриархальность».

## В искусстве
Модель произведений Леона Бакста, Валентина Серова, Зинаиды Серебряковой, Константина Сомова, Мстислава Добужинского, а также своего мужа Александра Бенуа (на портретных набросках, в акварели «На берегу океана» и др.).
- На рисунке Л. Бакста (1900)
- На рисунке А. Бенуа (1913)
- На рисунке А. Бенуа (1915)
- На рисунке М. Добужинского (1915)

Особенно известна картина Бакста «Ужин» («Дама с апельсинами» или «Дама в ресторане»), которая вызвала в обществе скандал, поскольку публика восприняла изображённую женщину как даму полусвета (рыжие волосы, глубокое декольте, облегающее чёрное платье, весьма кокетливая улыбка). Стасов презрительно писал об этой работе: «Сидит у стола кошка в дамском платье; её мордочка в виде круглой тарелки, в каком-то рогатом головном уборе; тощие лапы в дамских рукавах протянуты к столу, но она сама смотрит в сторону, словно поставленные перед нею блюда не по вкусу, а ей надо стащить что-нибудь другое на стороне; талия её, весь склад и фигура — кошачьи, такие же противные, как у английского ломаки и урода Бердслея. Невыносимая вещь!» Розанов писал о ней же: «Стильная декадентка fin de siècle, чёрно-белая, тонкая, как горностай, с таинственной улыбкой à la Джиоконда, кушает апельсины».
Не портретным оказалось и изображение Анны Бенуа кисти Константина Сомова. Этот портрет, хронологически открывающий ретроспективный ряд произведений художника, задумывался всего лишь как «Hommage Hoffmann». Анна появилась на маскараде, устроенном в январе 1896 г. её сестрой Марией Эфрон, в платье «эпохи Директории» и соломенной шляпе с розовым пером, что вдохновило мужа и Сомова — его ближайшего друга, на портретное соревнование.

Решено было, что мы будем писать оба, я и Костя одновременно, что сеанс будет происходить у нас в гостиной, у двух окон рядом и что оба портрета будут одинаковой величины, поколенные. Однако вместо того, чтобы строго придерживаться натуры, мне сразу захотелось изобразить мою подругу в окружении осенней поэзии Ораниенбаумского парка. Атя выделялась бы светлым, слегка голубоватым силуэтом на фоне яркой и разноцветной листвы берёз и клёнов. Костя же начал свой портрет без какой-либо предвзятой затеи и с намерением просто и реально передать видимость, однако и он по дороге отступил совсем в сторону и после нескольких колебаний и у него за фигурой Анны Карловны вырос старинный, погруженный в поздние сумерки сад стриженых боскетов, выделявшихся на лимонно-жёлтом небе. Все это вместе создало очень нежную поэтичность, очень приятную, довольно монохромную красочную гармонию, среди которой розовое перо на шляпе и красный шарф давали особые ноты; гофмановский же характер был подчеркнут тем, что в глубине на фоне стриженой, почти чёрной листвы, появились две фигуры старичка и старушки в одеждах XVIII века (Из воспоминаний А. Н. Бенуа).

Собственно портретным, не считая работы Серебряковой эмигрантского периода, и нескольких набросков, можно считать лишь рисунок работы Валентина Серова. На обороте этого рисунка сохранилась надпись, сделанная мужем модели: «Увы, это только одиозная карикатура на мою прелестную Акитцу, которую я сохраняю единственно по её просьбе». Позже А. Н. Бенуа писал про него: «…я не очень любил это изображение моей обожаемой супруги. Как художественное произведение это великолепная вещь, но как передача характера моей жены портрет далеко не соответствует истине. <… > В серовском… портрете слишком подчеркнуто то, что в характере Анны Карловны было подвижного, веселого, открытого. Получилась какая-то забияка, вакханка. А это не соответствовало действительности. Серов очень ценил в моей жене её „весёлость“ <…> Он любил с ней шутить и, мне кажется, ценил тот род шутливости, который был ей присущ. Но, желая передать именно эту черту, ему нравящуюся, он впал в ошибку и создал некую почти карикатуру. Чрезмерное подчеркивание было ему вообще свойственно…».